# Мінеола (Нью-Йорк)
Мінеола (англ. Mineola) — селище (англ. village) в США, в окрузі Нассау штату Нью-Йорк. Населення — 20 800 осіб (2020).

## Географія
Мінеола розташована за координатами 40°44′49″ пн. ш. 73°38′21″ зх. д. / 40.74694° пн. ш. 73.63917° зх. д. (40.746971, -73.639185).  За даними Бюро перепису населення США в 2010 році селище мало площу 4,87 км², уся площа — суходіл.

### Клімат
| Клімат : Мінеола             | Клімат : Мінеола | Клімат : Мінеола | Клімат : Мінеола | Клімат : Мінеола | Клімат : Мінеола | Клімат : Мінеола | Клімат : Мінеола | Клімат : Мінеола | Клімат : Мінеола | Клімат : Мінеола | Клімат : Мінеола | Клімат : Мінеола | Клімат : Мінеола |
| Показник                     | Січ.             | Лют.             | Бер.             | Квіт.            | Трав.            | Черв.            | Лип.             | Серп.            | Вер.             | Жовт.            | Лист.            | Груд.            | Рік              |
| Абсолютний максимум, °C      | 21,7             | 22,8             | 29,4             | 34,4             | 36,1             | 38,3             | 42,2             | 40,6             | 36,1             | 31,7             | 28,3             | 24,4             | 42,2             |
| Середній максимум, °C        | 4,2              | 6,1              | 10,0             | 16,1             | 21,1             | 26,7             | 29,4             | 28,3             | 24,4             | 18,3             | 12,8             | 7,2              | 17,1             |
| Середній мінімум, °C         | −3,2             | −2,2             | 1,1              | 5,6              | 10,6             | 16,1             | 18,9             | 18,3             | 14,4             | 8,9              | 4,4              | −0,6             | 7,7              |
| Абсолютний мінімум, °C       | −20              | −18,3            | −15              | −10,6            | 1,1              | 6,1              | 10,0             | 7,8              | 3,3              | −2,8             | −7,8             | −18,3            | −20              |
| Норма опадів, мм             | 92               | 81               | 110              | 105              | 99               | 98               | 112              | 94               | 99               | 104              | 95               | 97               | 1186             |
| ---------------------------- | ---------------- | ---------------- | ---------------- | ---------------- | ---------------- | ---------------- | ---------------- | ---------------- | ---------------- | ---------------- | ---------------- | ---------------- | ---------------- |
| Джерело: The Weather Channel |                  |                  |                  |                  |                  |                  |                  |                  |                  |                  |                  |                  |                  |

## Демографія
Згідно з переписом 2010 року, у селищі мешкало 18 799 осіб у 7396 домогосподарствах у складі 4771 родини. Густота населення становила 3862 особи/км².  Було 7701 помешкання (1582/км²).
Расовий склад населення:
| - 81,7 % — білих - 8,5 % — азіатів - 2,0 % — чорних або афроамериканців - 0,2 % — корінних американців - 5,3 % — осіб інших рас |

До двох чи більше рас належало 2,3 %. Частка іспаномовних становила 16,4 % від усіх жителів.
За віковим діапазоном населення розподілялося таким чином: 19,4 % — особи молодші 18 років, 65,9 % — особи у віці 18—64 років, 14,7 % — особи у віці 65 років та старші. Медіана віку мешканця становила 40,3 року. На 100 осіб жіночої статі у селищі припадало 96,2 чоловіків;  на 100 жінок у віці від 18 років та старших — 92,4 чоловіків також старших 18 років.
Середній дохід на одне домашнє господарство  становив 103 634 долари США (медіана — 88 594), а середній дохід на одну сім'ю — 117 932 долари (медіана — 106 344). Медіана доходів становила 65 278 доларів для чоловіків та 56 060 доларів для жінок. За межею бідності перебувало 5,9 % осіб, у тому числі 8,3 % дітей у віці до 18 років та 2,4 % осіб у віці 65 років та старших.
Цивільне працевлаштоване населення становило 10 537 осіб. Основні галузі зайнятості: освіта, охорона здоров'я та соціальна допомога — 33,4 %, науковці, спеціалісти, менеджери — 10,9 %, роздрібна торгівля — 10,4 %.